# Цаголов, Ким Македонович
Ким Македонович Цаголов (осет. Цæголти Мæкъидони фурт Ким; 13 января 1930, с. Христиановское, Северо-Осетинская АССР — 11 октября 2015, Москва) — советский и российский военный и государственный деятель, генерал-майор ВС СССР, старший советник президиума Верховного Совета СССР (1990—1991). Педагог, профессор, доктор философских наук.

## Биография
Родился в селении Христиановское (ныне — город Дигора) Северо-Осетинской АССР. По национальности осетин.
В 1950 году окончил Владикавказское художественно-педагогическое училище, в 1953 году — Ейское военно-морское авиационное училище им. Сталина. Служил в частях Черноморского, Балтийского флотов, в Прибалтийском, Туркестанском, Северо-Кавказском и Московском военных округах.
В 1960 году окончил Северо-Осетинский государственный педагогический институт им. К. Л. Хетагурова. Преподавал в Краснодарском объединённом летно-техническом училище, в Военно-воздушной академии им. Ю. А. Гагарина, Военной академии бронетанковых войск им. Р. Я. Малиновского, в Военной академии им. М. В. Фрунзе. В 1981—1984 годах — старший военный советник советских войск в Афганистане во время афганской войны, проводил операции по внедрению агентов в соединениях моджахедов. В 1989 году уволен из армии за критику военной кампании. Генерал-майор.
В 1989-м участвовал в препятствовании проведению митинга в Цхинвали (столице Южной Осетии), остановив продвижение демонстрантов, руководимых Звиадом Гамсахурдией.
В 1990—1991 годах — старший советник президиума Верховного Совета СССР. Исполнял главную роль в документальном фильме "Геноцид южных осетин 1989-1992 годы".
С 1992 года работал в аппарате правительства России. В 1993—1998 годах — заместитель министра по делам национальностей РФ, в январе-мае 1999 года — заместитель министра национальной политики РФ, в 1999—2000 годах — заместитель министра по делам федерации и национальностей. В 1994 году на Цаголова было совершено покушение. В июле 2000 года освобождён от должности в связи с возрастом.
Заместитель полномочного представителя Президента России в Южном федеральном округе с июля 2000 года.
Похоронен на Троекуровском кладбище. участок 25а.

## Награды и звания
Имеет государственные награды и почётные знаки СССР, России, Афганистана, Польши. Награждён медалью «Борец за мир» Советского комитета борьбы за мир. Доктор философских наук, профессор. Увлекался живописью. Участвовал в выставках военных художников Балтийского флота, Северо-Кавказского и Прибалтийского военных округов. Провёл несколько персональных выставок, в том числе в Центральном выставочном зале в Москве.
Имеет почётные грамоты Президента РФ, почётные награды министра обороны РФ, министра внутренних дел РФ, начальника Генерального штаба Вооружённых сил РФ, орден Петра Великого III степени. Почётный гражданин нескольких городов.

## Память
- Именем генерала Цаголова названы улицы в городах: Владикавказ, Алагир, Дигора, Цхинвал.

### Интервью
- «Нельзя множить ложь» // Завтра, № 31 (192), 5 августа 1997
- Глухонемой агитатор // Новая газета, № 94, 15 декабря 2005